# Wallingford Castle
Wallingford Castle er ruinen af en stor middelalderborg, der ligger i Wallingford ud til Themsen i Oxfordshire (historisk Berkshire), England.
Den blev oprindeligt opført som motte and bailey-fæstning i 1000-tallet, og den voksede og blev til hvad historikeren Nicholas Brooks har beskrevet som "en af de mest magtfulde kongelige borge i 1100-tallet og 1200-tallet".
Under borgerkrigsperioden anarkiet var borgen i Matilde af Englands besiddelse, og den overlevede flere belejringer og blev aldrig indtaget. I løbet af de næste to århundrede blev den ombygget til en luksuriøs borg, der normalt blev brugt af kongelige og deres nærmeste familie.
Efter den blev opgivet som kongeligt residens af Henrik 8. af England forfaldt den.
Under den engelske borgerkrig blev den genforskanset, men blev ødelagt igen i 1652 efter rundhovederne havde indtaget den efter en lang belejring. Herefter fik borgenruinen lov at stå.
I dag er der stadig betragtelige jordvolde og ruiner, som er åbne for offentligheden.